# Partiti politici in Argentina
L'Argentina come molti altri paesi del mondo ha un sistema politico pluripartitico che però a differenza dagli altri non si divide classicamente in sinistra, centro-sinistra, centro, centro-destra e destra ma soprattutto in peronismo ed antiperonismo. Ed entrambi i movimenti politici possiedono una propria sinistra e una destra.

## Storia
Il primo partito a dirigere la politica argentina fu l'Unione Civica Radicale.
Nel 1946 fu fondato da Peròn il Partito Giustizialista populista, sindacalista e nazionalista.
Nel 1989 si accentuarono le divisioni interne nel peronismo, con la componente di destra guidata da Carlos Menem che governò fino al 1999.
Con l'ascesa del peronista socialista Néstor Kirchner nel 2003, il sistema politico si è diviso ulteriormente in kirchnerismo (che con lui e la moglie ha governato fino al 2015) e antikirchnerismo.
Nel 2019 i principali movimenti che si ispirano al peronismo si sono uniti nel Fronte di Tutti portando alla presidenza Alberto Fernández e come vice l'ex presidente Cristina Fernández Wilhelm, moglie di Kirchner.

## Partiti attuali
Peronismo
- Fronte per la Vittoria, partito di sinistra erede del FREPASO e del socialismo peronista, fondato dall'attuale presidentessa Cristina Fernández de Kirchner e del suo predecessore (nonché suo marito) Néstor Kirchner. In occasioni delle elezioni del 2003 ottenne il 22,24% dei voti mentre nelle presidenziali del 2007 ha ottenuto il 45,29% dei voti. Alle elezioni legislative del 2009 ha perso la maggioranza assoluta sia alla Camera che al Senato. Potremmo definirlo come un partito socialdemocratico e socialista che si ispira ai valori e alle idee portate avanti dall'Internazionale Socialista e dai principali partiti della sinistra latinoamericana.
- Partito Giustizialista , partito politico fondato da Juan Domingo Perón nel 1947 e incarnante il cosiddetto peronismo, un'ideologia confusa che va dal socialismo e socialdemocrazia al populismo e il conservatorismo. È affiliato all'internazionale centrista. Nel corso degli anni il partito ha cambiato diverse posizioni politiche passando dal centro-destra alla sinistra soprattutto negli ultimi anni con l'ascesa dei Kirchner. Tuttavia questo ha provocato diverse divisioni nel mondo del peronismo tra chi si definisce di sinistra e chi invece è più tradizionalista e vicino a posizioni di centro conservatore. Nel 2008 Néstor Kirchner diventa leader del partito e suo obiettivo è quello d'integrare il PJ nell'Internazionale Socialista.
- Radicali K, così è chiamata la componente dell'UCR che nel 2004 ha lasciato il codesto partito per allearsi con il movimento di Kirchner. Il leader del movimento è l'attuale vicepresidente Julio Cobos. Nel 2008 a seguito del conflitto con il campo agricolo tra la presidente Kirchner e le potenti lobby agricole delle Pampas i radicali k sono usciti dalla maggioranza parlamentare del FPV.
- Democrazia Cristiana, piccolo movimento cristiano democratico fondato nel 1954 sul modello della Democrazia Cristiana italiana. Generalmente schierato a centro-sinistra ha formato alleanze sia con le formazioni peroniste di sinistra che con i radicali. Nel 2007 ha costituito un'alleanza con la candidata Kirchner.
- Il Fronte Giustizialista di centro-destra, fondato dall'ex presidente Eduardo Duhalde e da alcuni oppositori dei Kirchner. Nelle elezioni legislative del 2005 ha ottenuto un modesto risultato. Nel 2009 il fronte si è allargato ad esponenti fuoriusciti dal kirchnerismo che sono stati favorevoli alla costituzione di un movimento alternativo sia a Kirchner che a Carrió. IL FJ si definisce come un partito peronista classico.
- Fronte È Possibile, partito politico di centro socioliberale fondato nel 2008 da Alberto Rodríguez Saá, governatore della Provincia di San Luis.

Antiperonismo
- Unione Civica Radicale, partito politico di centro orientato generalmente al centro-sinistra. Storico partito argentino fondato nel 1892 da esponenti del mondo liberale e laico. Fino alla ascesa di Juan Domingo Perón nel 1946 l'UCR era considerato come rappresentante del mondo del lavoro ma dal quel momento in poi l'UCR è stato identificato come il partito borghese del paese. Nel 1983 Raúl Ricardo Alfonsín, storico esponente della sinistra radicale è stato eletto presidente dell'Argentina. Ha riportato l'UCR al governo dopo la dittatura militare. Negli anni '90 sotto la presidenza peronista liberista di Carlos Saúl Menem il partito si è posto alla sinistra della politica argentina. Con l'ascesa di Kirchner invece il partito si è diviso soprattutto a causa del crollo della presidenza di De La Rua (1999-2001) in sinistra e destra, e l'ala progressista ha sostenuto il governo kirchnerista.
- Partito Socialista, è un partito politico di centro-sinistra socialista democratico nato nel corso nel 1896 ma ha sempre avuto un ruolo marginale nella vita politica del paese. Negli ultimi anni grazie alle elezioni di Hermes Binner come governatore della Provincia di Santa Fe e del Miguel Lifschitz come sindaco di Rosario ha acquistato una certa importanza nel quadro politico e affermandosi come portatore di politiche socialiste che definisce "serie". Nel 2007 il leader del partito Ruben Giustiniani ha stretto un accordo con la leader della Coalizione Civica Elisa Carrió presentandosi come candidato alla vicepresidenza del Ps-Coalición Cívica.
- Sostegno per una Repubblica Egualitaria. Partito politico di centro-sinistra fondato nel 2001 da Elisa Carrió, ex deputata del partito Unione Civica Radicale. Il partito si definisce come una forza socialdemocratica e liberalprogressista. L'ARI si è presentata alle elezioni del 2003 ottenendo il 14% e affermandosi come forza politica di rilevanza nazionale. È parte integrante della Coalizione Civica.
- Partito dei Lavoratori Socialisti] è un partito trotskista fondato nel 1988.
- Coalición Cívica, coalizione politica fondata nel 2007 da Elisa Carrió formata da centristi, socialdemocratici, conservatori e radicali. Oggi rappresenta la principale forza di opposizione al governo dei Kirchner criticandolo soprattutto sulla corruzione e sulla concentrazione di potere in mano a pochi esponenti politici come avviene nell'attuale maggioranza. La coalizione ha ottenuto alle presidenziali del 2007 il 23% dei voti e a seguito del notevole calo di popolarità dell'attuale presidente Cristina Kirchner la CC ha incrementato i propri consensi creando assieme a formazioni politiche di centrosinistra alternative al Fpv e al Pj una grande alleanza oppositrice. Le forze che compongono la coalizione sono:
  - Alternativa per una Repubblica Egualitaria, (centro-sinistra))
  - Unione per Tutti (conservatorismo pragmatico).
  - Generazione per un incontro nazionale, (socialdemocrazia).
  - Peronismo nella Coalizione, (peronismo moderato)
  - Radicali, (Liberalismo sociale)
- Consenso Federale, movimento politico creato dall'attuale vicepresidente Julio Cobos in opposizione del governo della presidente Cristina Kirchner. Si definisce come un movimento federale e progressista. Il partito non si è presentato alle elezioni parlamentari del 2009 perché la Corte elettorale non ha accettato la sua lista.
- Proposta Repubblicana, formazione politica principale del centrodestra argentino creato dall'attuale sindaco di Buenos Aires Mauricio Macri assieme a Ricardo Lopez Murphy, ex esponente dell'Unione Civica Radicale. Il partito ha un ruolo marginale nella vita politica del paese ed ha un ruolo soprattutto regionale legato soprattutto alla realtà urbana della capitale federale. Nel 2009 assieme a formazioni peroniste dissidenti ha costituito un'alleanza di centrodestra oppositrice sia alla sinistra dei Kirchner che al centrosinistra della Carrió.